# Gargina gnosia
Gargina gnosia is een vlinder uit de familie van de Lycaenidae. De wetenschappelijke naam van de soort werd als Thecla gnosia in 1868 gepubliceerd door William Chapman Hewitson.

## Synoniemen
- Thecla nugar Schaus, 1902
- Thecla literatus Druce, 1907